# Basketball-Weltmeisterschaft der Damen 1953
Die Basketball-Weltmeisterschaft der Damen 1953 (offiziell: World Championship for Women 1953) fand vom 7. März bis 22. März 1953 in Chile statt und war die erste Basketball-Weltmeisterschaft der Damen. Ausgetragen wurden die Spiele in Santiago.
10 Nationalmannschaften der FIBA qualifizierten sich für das Turnier. Erster Weltmeister wurden die Vereinigten Staaten, Silber gewann Chile und Bronze ging an Frankreich. Die Schweiz wurde als einzige qualifizierte deutschsprachige Nation bei dem Turnier Neunter.
Durch ihren Sieg bei der Weltmeisterschaft verdienten sich die USA auch eine riesige Weltmeisterschaftstrophäe. Aufgrund ihrer Größe war das US-Team jedoch nicht in der Lage, sie mit nach Hause zu nehmen. Die Trophäe war sogar zu groß, um durch die Klappen der Bombenschächte einer amerikanischen Boeing B-17 zu passen.

## Austragungsort

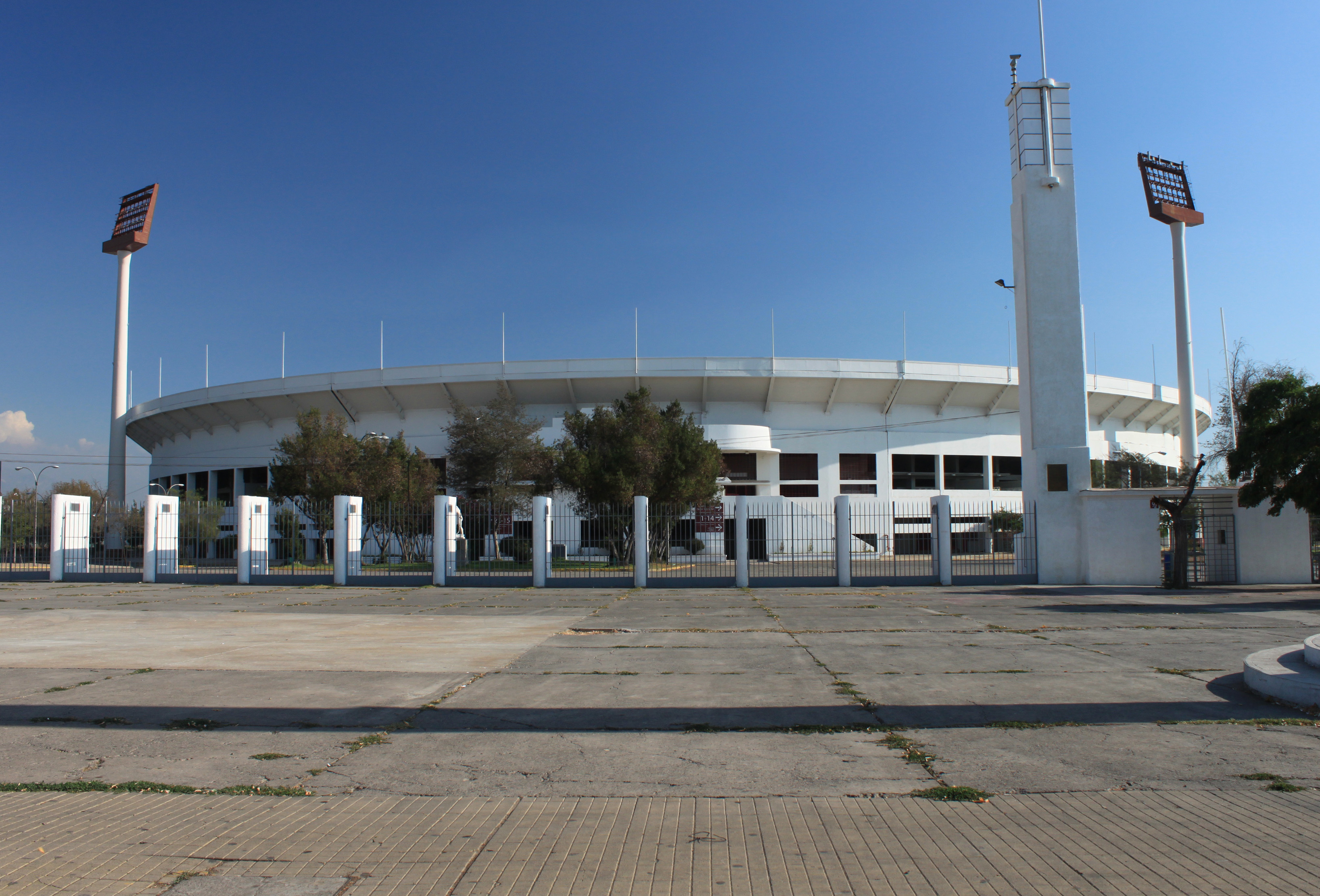
Das Estadio Nacional de Chile im Jahr 2011

Alle Spiele wurden im Nationalstadion von Chile auf einer eigens errichteten Holzplattform mit 35.000 Plätzen ausgetragen.
Im letzten Spiel der Endrunde trafen Chile und die USA, jeweils mit einer Bilanz von 3:1 Siegen, aufeinander. Vor 30.000 Zuschauern errangen die USA mit einem 49:36-Sieg den Weltmeistertitel.

## Format
- In der Vorrunde spielt jede von zehn Mannschaften ein Spiel. Der Sieger qualifiziert sich für die Finalrunde. Die Verliererteams spielen in der ersten Wiederholungsrunde, bis auf das Team mit der schlechtesten Punktbilanz, welches direkt in der zweiten Wiederholungsrunde landet.
- In der ersten Wiederholungsrunde spielen vier Mannschaften je ein Spiel. Die Sieger kommt in die zweite Wiederholungsrunde, die Verlierer in die Platzierungsrunde.
- In der zweiten Wiederholungsrunde spielen drei Teams jeder-gegen-jeden. Der Gruppenerste qualifiziert sich für die Finalrunde, die weiteren zwei Teams für die Klassifizierungsrunde.
- In der Klassifizierungsrunde spielen vier Teams jeder-gegen-jeden um die Plätze 7 bis 10.
- In der Finalrunde spielen sechs Teams jeder-gegen-jeden um die Weltmeisterschaft und die weiteren Plätze 2 bis 6.

## Ergebnisse
Uhrzeiten in lokaler Zeit, Chile Standard Time (UTC−4).

### Vorrunde
Sieger qualifizieren sich für die Finalrunde, Verlierer für die erste Wiederholungsrunde und das Verliererteam mit der größten Punktdifferenz für die zweite Wiederholungsrunde.
| 7. März 20:30 |                                    | Peru | 22 – 62            | Frankreich | Estadio Nacional de Chile, Santiago |
| 7. März 20:30 | Punkte pro Halbzeit: 10–28, 12–34. |      |                    |            | Estadio Nacional de Chile, Santiago |
| 7. März 20:30 | Punkte: Bedregal, Espinoza 6       |      | Punkte: Colchen 21 |            | Estadio Nacional de Chile, Santiago |
| 7. März 20:30 |                                    |      |                    |            | Estadio Nacional de Chile, Santiago |

| 8. März |                                    | Kuba | 31 – 50            | Brasilien | Estadio Nacional de Chile, Santiago |
| 8. März | Punkte pro Halbzeit: 16–21, 15–29. |      |                    |           | Estadio Nacional de Chile, Santiago |
| 8. März | Punkte: Buergo 11                  |      | Punkte: Ferrari 19 |           | Estadio Nacional de Chile, Santiago |
| 8. März |                                    |      |                    |           | Estadio Nacional de Chile, Santiago |

| 8. März 19:30 |                                    | Paraguay | 28 – 60            | Vereinigte Staaten | Estadio Nacional de Chile, Santiago |
| 8. März 19:30 | Punkte pro Halbzeit: 14–25, 14–35. |          |                    |                    | Estadio Nacional de Chile, Santiago |
| 8. März 19:30 | Punkte: Escudero 9                 |          | Punkte: Baldwin 13 |                    | Estadio Nacional de Chile, Santiago |
| 8. März 19:30 |                                    |          |                    |                    | Estadio Nacional de Chile, Santiago |

| 10. März |                                   | Argentinien | 39 – 34          | Mexiko | Estadio Nacional de Chile, Santiago |
| 10. März | Punkte pro Halbzeit: 18–8, 21–26. |             |                  |        | Estadio Nacional de Chile, Santiago |
| 10. März | Punkte: Pastorino 9               |             | Punkte: Alfaro 8 |        | Estadio Nacional de Chile, Santiago |
| 10. März |                                   |             |                  |        | Estadio Nacional de Chile, Santiago |

| 10. März 22:30 |                                    | Chile | 37 – 28          | Schweiz | Estadio Nacional de Chile, Santiago |
| 10. März 22:30 | Punkte pro Halbzeit: 18–15, 19–13. |       |                  |         | Estadio Nacional de Chile, Santiago |
| 10. März 22:30 | Punkte: Reyes 11                   |       | Punkte: Girod 12 |         | Estadio Nacional de Chile, Santiago |
| 10. März 22:30 |                                    |       |                  |         | Estadio Nacional de Chile, Santiago |

### Wiederholungsrunde

#### Erste Runde
| 11. März 21:00 |                                    | Mexiko | 33 – 41             | Paraguay | Estadio Nacional de Chile, Santiago |
| 11. März 21:00 | Punkte pro Halbzeit: 16–15, 17–26. |        |                     |          | Estadio Nacional de Chile, Santiago |
| 11. März 21:00 | Punkte: Gamborino 8                |        | Punkte: Bataglia 11 |          | Estadio Nacional de Chile, Santiago |
| 11. März 21:00 |                                    |        |                     |          | Estadio Nacional de Chile, Santiago |

| 11. März 22:30 |                                    | Kuba | 32 – 28            | Schweiz | Estadio Nacional de Chile, Santiago |
| 11. März 22:30 | Punkte pro Halbzeit: 10–14, 22–14. |      |                    |         | Estadio Nacional de Chile, Santiago |
| 11. März 22:30 | Punkte: Suárez 8                   |      | Punkte: Bartschi 9 |         | Estadio Nacional de Chile, Santiago |
| 11. März 22:30 |                                    |      |                    |         | Estadio Nacional de Chile, Santiago |

#### Zweite Runde
| 13. März 21:00 |                                    | Peru | 29 – 42             | Kuba | Estadio Nacional de Chile, Santiago |
| 13. März 21:00 | Punkte pro Halbzeit: 17–28, 12–13. |      |                     |      | Estadio Nacional de Chile, Santiago |
| 13. März 21:00 | Punkte: Bedregal 13                |      | Punkte: Gonzales 10 |      | Estadio Nacional de Chile, Santiago |
| 13. März 21:00 |                                    |      |                     |      | Estadio Nacional de Chile, Santiago |

| 14. März 21:00 |                                    | Peru | 30 – 42          | Paraguay | Estadio Nacional de Chile, Santiago |
| 14. März 21:00 | Punkte pro Halbzeit: 11–19, 19–24. |      |                  |          | Estadio Nacional de Chile, Santiago |
| 14. März 21:00 | Punkte: de Balbuena 14             |      | Punkte: López 12 |          | Estadio Nacional de Chile, Santiago |
| 14. März 21:00 |                                    |      |                  |          | Estadio Nacional de Chile, Santiago |

| 15. März 17:00 |                                                           | Kuba | 59 – 69             | Paraguay | Estadio Nacional de Chile, Santiago |
| 15. März 17:00 | Punkte pro Halbzeit: 15–17, 28–26.. Overtime/s: 8–8, 8–18 |      |                     |          | Estadio Nacional de Chile, Santiago |
| 15. März 17:00 | Punkte: Aldao, Soler 11                                   |      | Punkte: Escudero 18 |          | Estadio Nacional de Chile, Santiago |
| 15. März 17:00 |                                                           |      |                     |          | Estadio Nacional de Chile, Santiago |

| Platz | Team     | Spiele | Siege | Niederl. | Siegpunkte | Korbpunkte | Diff. |
| ----- | -------- | ------ | ----- | -------- | ---------- | ---------- | ----- |
| 1     | Paraguay | 2      | 2     | 0        | 4          | 111:89     | +22   |
| 2     | Kuba     | 2      | 1     | 1        | 3          | 101:98     | +3    |
| 3     | Peru     | 2      | 0     | 2        | 2          | 59:84      | −25   |

### Klassifizierungsrunde
| 18. März 21:40 |                                   | Peru | 31 – 20          | Kuba | Estadio Nacional de Chile, Santiago |
| 18. März 21:40 | Punkte pro Halbzeit: 13–6, 18–14. |      |                  |      | Estadio Nacional de Chile, Santiago |
| 18. März 21:40 | Punkte: Bedregal 9                |      | Punkte: Suárez 9 |      | Estadio Nacional de Chile, Santiago |
| 18. März 21:40 |                                   |      |                  |      | Estadio Nacional de Chile, Santiago |

| 18. März 22:55 |                                   | Schweiz | 25 – 40           | Mexiko | Estadio Nacional de Chile, Santiago |
| 18. März 22:55 | Punkte pro Halbzeit: 9–20, 16–20. |         |                   |        | Estadio Nacional de Chile, Santiago |
| 18. März 22:55 | Punkte: Girod 10                  |         | Punkte: Alfaro 11 |        | Estadio Nacional de Chile, Santiago |
| 18. März 22:55 |                                   |         |                   |        | Estadio Nacional de Chile, Santiago |

| 19. März |                                    | Peru | 34 – 26          | Schweiz | Estadio Nacional de Chile, Santiago |
| 19. März | Punkte pro Halbzeit: 20–14, 14–12. |      |                  |         | Estadio Nacional de Chile, Santiago |
| 19. März | Punkte: de Balbuena 9              |      | Punkte: Girod 11 |         | Estadio Nacional de Chile, Santiago |
| 19. März |                                    |      |                  |         | Estadio Nacional de Chile, Santiago |

| 19. März 23:05 |                                                   | Kuba | 28 – 31                 | Mexiko | Estadio Nacional de Chile, Santiago |
| 19. März 23:05 | Punkte pro Halbzeit: 9–7, 13–15.. Overtime/s: 6–9 |      |                         |        | Estadio Nacional de Chile, Santiago |
| 19. März 23:05 | Punkte: Aldao 11                                  |      | Punkte: Alfaro, Gómez 8 |        | Estadio Nacional de Chile, Santiago |
| 19. März 23:05 |                                                   |      |                         |        | Estadio Nacional de Chile, Santiago |

| 20. März |                                    | Mexiko | 27 – 41             | Peru | Estadio Nacional de Chile, Santiago |
| 20. März | Punkte pro Halbzeit: 13–26, 14–15. |        |                     |      | Estadio Nacional de Chile, Santiago |
| 20. März | Punkte: Alfaro 11                  |        | Punkte: Bedregal 16 |      | Estadio Nacional de Chile, Santiago |
| 20. März |                                    |        |                     |      | Estadio Nacional de Chile, Santiago |

| 20. März 21:35 |                                 | Schweiz | 17 – 5            | Kuba | Estadio Nacional de Chile, Santiago |
| 20. März 21:35 | Punkte pro Halbzeit: 11–2, 6–3. |         |                   |      | Estadio Nacional de Chile, Santiago |
| 20. März 21:35 | Punkte: Pochon 5                |         | Punkte: Morales 3 |      | Estadio Nacional de Chile, Santiago |
| 20. März 21:35 |                                 |         |                   |      | Estadio Nacional de Chile, Santiago |

| Platz | Team    | Spiele | Siege | Niederl. | Siegpunkte | Korbpunkte | Diff. |
| ----- | ------- | ------ | ----- | -------- | ---------- | ---------- | ----- |
| 1     | Peru    | 3      | 3     | 0        | 6          | 106:73     | +33   |
| 2     | Mexiko  | 3      | 2     | 1        | 5          | 98:94      | +4    |
| 3     | Schweiz | 3      | 1     | 2        | 4          | 68:79      | −11   |
| 4     | Kuba    | 3      | 0     | 3        | 3          | 53:79      | −26   |

### Finalrunde
| 13. März 22:30 |                                    | Frankreich | 37 – 41               | Vereinigte Staaten | Estadio Nacional de Chile, Santiago |
| 13. März 22:30 | Punkte pro Halbzeit: 16–20, 21–21. |            |                       |                    | Estadio Nacional de Chile, Santiago |
| 13. März 22:30 | Punkte: Biny 13                    |            | Punkte: Washington 12 |                    | Estadio Nacional de Chile, Santiago |
| 13. März 22:30 |                                    |            |                       |                    | Estadio Nacional de Chile, Santiago |

| 14. März 22:30 |                                    | Argentinien | 36 – 40            | Brasilien | Estadio Nacional de Chile, Santiago |
| 14. März 22:30 | Punkte pro Halbzeit: 14–11, 22–29. |             |                    |           | Estadio Nacional de Chile, Santiago |
| 14. März 22:30 | Punkte: Pastorino 12               |             | Punkte: Ferrari 10 |           | Estadio Nacional de Chile, Santiago |
| 14. März 22:30 |                                    |             |                    |           | Estadio Nacional de Chile, Santiago |

| 15. März 18:30 |                                    | Chile | 38 – 44          | Argentinien | Estadio Nacional de Chile, Santiago |
| 15. März 18:30 | Punkte pro Halbzeit: 10–23, 28–21. |       |                  |             | Estadio Nacional de Chile, Santiago |
| 15. März 18:30 | Punkte: Hurtado 16                 |       | Punkte: Reyes 16 |             | Estadio Nacional de Chile, Santiago |
| 15. März 18:30 |                                    |       |                  |             | Estadio Nacional de Chile, Santiago |

| 16. März 21:00 |                                    | Brasilien | 37 – 49            | Frankreich | Estadio Nacional de Chile, Santiago |
| 16. März 21:00 | Punkte pro Halbzeit: 17–18, 20–31. |           |                    |            | Estadio Nacional de Chile, Santiago |
| 16. März 21:00 | Punkte: Giogio 9                   |           | Punkte: Colchen 25 |            | Estadio Nacional de Chile, Santiago |
| 16. März 21:00 |                                    |           |                    |            | Estadio Nacional de Chile, Santiago |

| 16. März 22:30 |                                    | Chile | 67 – 42            | Paraguay | Estadio Nacional de Chile, Santiago |
| 16. März 22:30 | Punkte pro Halbzeit: 24–19, 43–23. |       |                    |          | Estadio Nacional de Chile, Santiago |
| 16. März 22:30 | Punkte: Hurtado 27                 |       | Punkte: Escobar 10 |          | Estadio Nacional de Chile, Santiago |
| 16. März 22:30 |                                    |       |                    |          | Estadio Nacional de Chile, Santiago |

| 17. März 22:00 |                                   | Argentinien | 22 – 34           | Vereinigte Staaten | Estadio Nacional de Chile, Santiago |
| 17. März 22:00 | Punkte pro Halbzeit: 15–16, 7–18. |             |                   |                    | Estadio Nacional de Chile, Santiago |
| 17. März 22:00 | Punkte: Medrano, Reyes 5          |             | Punkte: Bowden 14 |                    | Estadio Nacional de Chile, Santiago |
| 17. März 22:00 |                                   |             |                   |                    | Estadio Nacional de Chile, Santiago |

| 18. März 21:00 |                                    | Paraguay | 27 – 58            | Frankreich | Estadio Nacional de Chile, Santiago |
| 18. März 21:00 | Punkte pro Halbzeit: 15–21, 12–37. |          |                    |            | Estadio Nacional de Chile, Santiago |
| 18. März 21:00 | Punkte: López 8                    |          | Punkte: Colchen 18 |            | Estadio Nacional de Chile, Santiago |
| 18. März 21:00 |                                    |          |                    |            | Estadio Nacional de Chile, Santiago |

| 18. März 22:30 |                                   | Vereinigte Staaten | 23 – 29            | Brasilien | Estadio Nacional de Chile, Santiago |
| 18. März 22:30 | Punkte pro Halbzeit: 7–18, 16–11. |                    |                    |           | Estadio Nacional de Chile, Santiago |
| 18. März 22:30 | Punkte: Washington 10             |                    | Punkte: Ferrari 14 |           | Estadio Nacional de Chile, Santiago |
| 18. März 22:30 |                                   |                    |                    |           | Estadio Nacional de Chile, Santiago |

| 19. März 21:00 |                                    | Argentinien | 31 – 33           | Paraguay | Estadio Nacional de Chile, Santiago |
| 19. März 21:00 | Punkte pro Halbzeit: 12–13, 19–20. |             |                   |          | Estadio Nacional de Chile, Santiago |
| 19. März 21:00 | Punkte: Reyes 12                   |             | Punkte: Escobar 7 |          | Estadio Nacional de Chile, Santiago |
| 19. März 21:00 |                                    |             |                   |          | Estadio Nacional de Chile, Santiago |

| 19. März 22:30 |                                    | Chile | 45 – 35           | Frankreich | Estadio Nacional de Chile, Santiago |
| 19. März 22:30 | Punkte pro Halbzeit: 19–21, 26–14. |       |                   |            | Estadio Nacional de Chile, Santiago |
| 19. März 22:30 | Punkte: Reyes 24                   |       | Punkte: Kloeck 13 |            | Estadio Nacional de Chile, Santiago |
| 19. März 22:30 |                                    |       |                   |            | Estadio Nacional de Chile, Santiago |

| 21. März 21:00 |                                   | Paraguay | 31 – 41               | Vereinigte Staaten | Estadio Nacional de Chile, Santiago |
| 21. März 21:00 | Punkte pro Halbzeit: 6–21, 25–20. |          |                       |                    | Estadio Nacional de Chile, Santiago |
| 21. März 21:00 | Punkte: Escobar 11                |          | Punkte: Washington 13 |                    | Estadio Nacional de Chile, Santiago |
| 21. März 21:00 |                                   |          |                       |                    | Estadio Nacional de Chile, Santiago |

| 21. März 22:30 |                                    | Chile | 41 – 37            | Brasilien | Estadio Nacional de Chile, Santiago |
| 21. März 22:30 | Punkte pro Halbzeit: 25–18, 16–19. |       |                    |           | Estadio Nacional de Chile, Santiago |
| 21. März 22:30 | Punkte: Reyes 17                   |       | Punkte: Ulbrich 10 |           | Estadio Nacional de Chile, Santiago |
| 21. März 22:30 |                                    |       |                    |           | Estadio Nacional de Chile, Santiago |

| 22. März 18:30 |                                    | Paraguay | 37 – 40            | Brasilien | Estadio Nacional de Chile, Santiago |
| 22. März 18:30 | Punkte pro Halbzeit: 15–20, 22–20. |          |                    |           | Estadio Nacional de Chile, Santiago |
| 22. März 18:30 | Punkte: Bataglia 11                |          | Punkte: Ulbrich 10 |           | Estadio Nacional de Chile, Santiago |
| 22. März 18:30 |                                    |          |                    |           | Estadio Nacional de Chile, Santiago |

| 22. März 19:30 |                                    | Frankreich | 48 – 26              | Argentinien | Estadio Nacional de Chile, Santiago |
| 22. März 19:30 | Punkte pro Halbzeit: 25–13, 23–13. |            |                      |             | Estadio Nacional de Chile, Santiago |
| 22. März 19:30 | Punkte: Colchen 30                 |            | Punkte: Pastorino 10 |             | Estadio Nacional de Chile, Santiago |
| 22. März 19:30 |                                    |            |                      |             | Estadio Nacional de Chile, Santiago |

| 22. März 20:30 |                                    | Chile | 36 – 49           | Vereinigte Staaten | Estadio Nacional de Chile, Santiago Zuschauer: 30.000 |
| 22. März 20:30 | Punkte pro Halbzeit: 19–26, 17–23. |       |                   |                    | Estadio Nacional de Chile, Santiago Zuschauer: 30.000 |
| 22. März 20:30 | Punkte: Hurtado 11                 |       | Punkte: Bowden 17 |                    | Estadio Nacional de Chile, Santiago Zuschauer: 30.000 |
| 22. März 20:30 |                                    |       |                   |                    | Estadio Nacional de Chile, Santiago Zuschauer: 30.000 |

| Platz | Team               | Spiele | Siege | Niederl. | Siegpunkte | Korbpunkte | Diff. |
| ----- | ------------------ | ------ | ----- | -------- | ---------- | ---------- | ----- |
| 1     | Vereinigte Staaten | 5      | 4     | 1        | 9          | 188:155    | +33   |
| 2     | Chile              | 5      | 3     | 2        | 8          | 227:207    | +20   |
| 3     | Frankreich         | 5      | 3     | 2        | 8          | 227:176    | +51   |
| 4     | Brasilien          | 5      | 3     | 2        | 8          | 183:186    | −3    |
| 5     | Paraguay           | 5      | 1     | 4        | 6          | 170:237    | −67   |
| 6     | Argentinien        | 5      | 1     | 4        | 6          | 159:193    | −34   |

## Endplatzierungen
| Pl.    | Team               | S | N |
| ------ | ------------------ | - | - |
| Gold   | Vereinigte Staaten | 5 | 1 |
| Silber | Chile              | 4 | 2 |
| Bronze | Frankreich         | 4 | 2 |
| 4      | Brasilien          | 4 | 2 |
| 5      | Paraguay           | 4 | 5 |
| 6      | Argentinien        | 2 | 4 |
| 7      | Peru               | 3 | 3 |
| 8      | Mexiko             | 2 | 3 |
| 9      | Schweiz            | 1 | 4 |
| 10     | Kuba               | 2 | 5 |

## Statistiken

### Punkte pro Spiel
| Rank | Name                 | Land               | Spiele | Punkte | Schnitt |
| ---- | -------------------- | ------------------ | ------ | ------ | ------- |
| 1    | Anne-Marie Colchen   | Frankreich         | 6      | 115    | 19,2    |
| 2    | Onesima Reyes        | Chile              | 6      | 82     | 13,7    |
| 3    | Caty Meyer Hurtado   | Chile              | 6      | 73     | 12,2    |
| 4    | Edith Tavert Kloeck  | Frankreich         | 6      | 71     | 11,8    |
| 5    | Katherine Washington | Vereinigte Staaten | 6      | 65     | 10,8    |